# St Salvador’s Episcopal Church

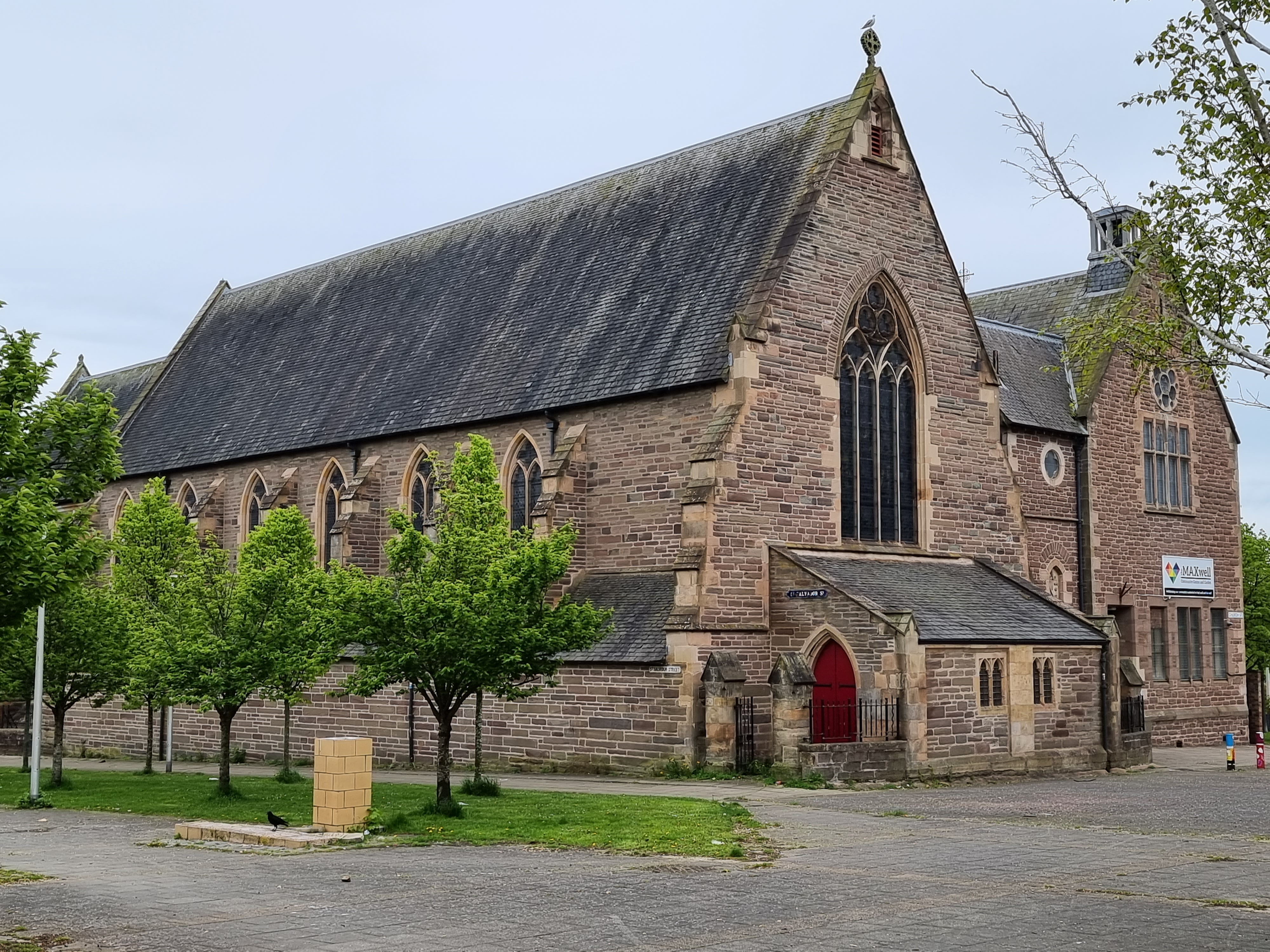
St Salvador’s Church

Die St Salvador’s Episcopal Church ist ein Kirchengebäude der episkopalkirchlichen Scottish Episcopal Church in der schottischen Stadt Dundee in der gleichnamigen Council Area. 1965 wurde das Bauwerk in die schottischen Denkmallisten in der höchsten Denkmalkategorie A aufgenommen.

## Geschichte
Bereits im Mittelalter befand sich eine Salvatorkirche in Dundee, die jedoch nicht mit der heutigen Kirchen in Verbindung steht. Für die Mühlenarbeiter im Dundeer Stadtteil Hilltown ließ Bischof Alexander Forbes 1857 eine Missionshalle errichten, welche die Keimzelle der Salvatorkirche bildete. Das Langhaus wurde zwischen 1865 und 1868, der Chor 1874 ergänzt. Sämtlichen Gebäudeabschnitte wurden von dem schottischen Architekten George Frederick Bodley geplant. 1907 und 1936 wurden die Gemälde, 1972 das gesamte Gebäude restauriert.

## Beschreibung
Die St Salvador’s Episcopal Church steht an der St Salvador’s Street nordöstlich des Stadtzentrums von Dundee. Das neogotische Gebäude ist im schlichten Stile der frühen englischen Gotik ausgestaltet. Sein Mauerwerk besteht aus ungleichförmigen, grob behauenen Bruchsteinquadern mit Natursteindetails. Der Westgiebel ist mit einem weiten Maßwerk gestaltet. Ein Keltenkreuz schließt den Giebel ab. Der heraustretende Narthex stammt aus dem Jahre 1874. Rechts schließt sich die ehemalige Missionshalle an. Sie ist schlichter ausgestaltet mit gekuppeltem Fenster und Fensterrose. Oberhalb des Eingangsportals ist unterhalb des Vierpasses das Wappen der Bischöfe von Brechin eingelassen. Auf dem First des schiefergedeckten Satteldaches sitzt ein schlichter quadratischer Dachreiter mit offenem Geläut auf.
Das Langhaus ist sieben Achsen weit. Strebepfeiler gliedern die Fassade vertikal. Das schlichte Seitenschiff ist ohne Fenster ausgeführt. Der drei Achsen weite Chor schließt sich an der Ostseite an. Er ist etwas niedriger als das Langhaus ausgeführt. Die dreiteiligen Maßwerke ähneln jenen des Langhauses. Der Ostgiebel ist mit Zwillingsfenstern und Fensterrose ausgestaltet.